# Уэллетт, Дженнифер
Дженнифер Уэллетт (англ. Jennifer Ouellette; род. 16 мая 1964, Ашленд) — американская научная журналистка и писательница. Специализируется на физике. Ныне старший автор Ars Technica, где освещает науку и культуру; прежде научный редактор Gizmodo.
Гуманист 2018 года по версии Американской гуманистической ассоциации. Автор четырёх научно-популярных книг.

## Жизнь и деятельность
Родилась в семье евангелистов. Брат Дэвид умер в 2015 году от рака.
В 1995—2004 гг. редактор-контрибутор журнала Industrial Physicist. Затем научный редактор Gizmodo. Ныне автор Ars Technica (старший автор). В 2008 году журналист Института теоретической физики Кавли Калифорнийского университета в Санта-Барбаре. С 2012 по 2015 соведущая Virtually Speaking Science, подкаста Blog Talk Radio.
Ведет блог Cocktail Party Physics — в 2011—2015 гг. в Scientific American.
Публиковалась в Wall Street Journal, Washington Post, Los Angeles Times, New York Times Book Review, Discover, New Scientist, Smithsonian, Nature, Physics Today, Physics World, Slate, Salon.
Проживает в Лос-Анджелесе. Имеет чёрный пояс по джиу-джитсу. Замужем за физиком Шоном Кэрроллом.
Автор четырёх научно-популярных книг, выпущенных издательством Penguin.
Автор книги The Calculus Diaries: How Math Can Help You Lose Weight, Win in Vegas, and Survive a Zombie Apocalypse (2010). Также автор книг Black Bodies and Quantum Cats: Tales from the Annals of Physics (2005), The Physics of the Buffyverse (2006), Me, Myself and Why: Searching for the Science of Self (Penguin, 2014).